# Pierres vivantes
Pierres vivantes è un libro che riassume la fede e l'insegnamento della Chiesa cattolica, pubblicato il 15 aprile 1981 dalla casa editrice Catéchèse 80 e prodotto dalla Conferenza episcopale di Francia.
Si tratta di un volume molto illustrato, pensato per accompagnare l'insegnamento e destinato ai bambini francesi delle aree urbane, che è stato ampiamente criticato, in particolare dal cardinale Ratzinger, il futuro Benedetto XVI.

## Storia

### L'esigenza di un nuovo catechismo
L'ultimo catechismo pubblicato dal Vaticano era stato il Catechismo di San Pio X del 1906. Tuttavia, l'Assemblea dei Cardinali e degli Arcivescovi di Francia aveva redatto un catechismo nazionale nel 1947. Dopo il Concilio Vaticano II, non era ancora apparso alcun catechismo, né francese né della Curia romana, in linea con questa esigenza di "aggiornamento", parola frequente nel concilio, sebbene il contenuto del catechismo è, per sua natura, atemporale e irrinunciabile.

### La nascita diPierre vivantes
Nel 1971 fu pubblicato a Roma il Direttorio catechetico generale. L'articolo 134 di questo documento stabiliva che spettava alla Sacra Congregazione per il Clero la disamina e l'approvazione dei repertori catechistici, dei catechismi e dei programmi di predicazione della Parola di Dio elaborati dalle conferenze episcopali.
Nel 1977 fu pubblicata una Supplique à Paul VI au sujet de la catechèse en France (Supplica a Paolo VI per la catechesi in Francia), firmata da un centinaio di personalità
La prima bozza di questo catechismo apparve nei documenti Il est grand le mystère de la foi ("Grande è il mistero della fede", 1978) e Texte de référence ("Testo di riferimento", 1979). Il prototipo Pierres Vivantes fu realizzata nel giugno 1980. Approvato dalla Conferenza episcopale francese nell'Assemblea di Lourdes del settembre 1980, i vescovi Georges Gilson e Louis Boffet presentarono il testo originale alla Congregazione per il Clero per la prima volta nell'autunno del 1980. Il cardinale Silvio Oddi, prefetto della congregazione, approvò il testo a condizione che venissero apportate le necessarie correzioni, confidando che i vescovi francesi producessero la versione finale voluta dal Vaticano. Tuttavia, l'autorizzazione alla stampa fu accompagnata dalla seguente precisazione: 
(Jean Comby, Heurs et malheurs de la catéchèse en France. Le débat autour de Pierres vivantes)
Ciò era in contraddizione con l'obiettivo di un nuovo catechismo perseguito dai vescovi francesi.
Nell'aprile 1981 furono distribuite 300.000 copie.

### Critiche del cardinale Ratzinger
Nel 1983, due anni dopo la pubblicazione di Pierres vivantes, il cardinale Ratzinger, allora prefetto della Congregazione per la Dottrina della Fede, tenne una conferenza a Lione in cui criticò il nuovo catechismo pubblicato dall'episcopato francese, affermando in particolare: 
(Les évêques de France : la "gallicane attitude" ?, 17 agosto 2008)
Il testo fu riveduto nel 1985 e nel 1994.

## Edizioni
- (FR)  colleticf, Pierres Vivantes. Recueil catholique de documents privilégiés de la foi, Catechese 80, 1980, ISBN 2903619018
- Pierres vivantes Texte imprimé recueil catholique de documents privilégiés de la foi, Catéchèse 80, 1985. OCLC 1009899619
- (FR)  Pierres vivantes : recueil catholique de documents privilégiés de la foi ; les évêques de France aux enfants des CM et à leurs aînés, à leurs, Catéchèse 80, Groupement d'Intérêt Economique, 1994. OCLC 611731304